# Alessia Reato
Alessia Reato (El Águila, 14 de abril de 1990) es una presentadora de televisión, modelo y actriz italiana.

## Biografía
Acabado el liceo clásico, ingresó a la Universidad en la facultad de Ciencias Políticas. Debutó en el mundo del espectáculo en Italia participando (junto con la bailarina Romina Carancini) en las temporadas 2009-2010 y 2010-2011 del programa dominical de Rai 2 Los que el fútbol y... en el rol de "schedina" (showgirl y bailarina) con la conducción de Simona Ventura. En la primavera 2010 Alessia Reato participó como guest estar a la séptima edición de La isla de los famosos al aire en Rai 2 con la conducción de Simona Ventura en primera velada: en este periodo ha recitado en la segunda serie de la fiction de Rai 2 Crímenes. En 2011 fue parte, en el rol de showgirl, de la edición otoñal del quiz de Rai 1 Soliti ignoti - Identidades escondidas con la conducción de Fabrizio Frizzi. En el diciembre de 2011, fue una de los 8 modelos y testimonial del Calendario de las Estudiantes para el 2012.
También ha participado en el reality show estivo de Canale 5 Veline, conducido por Ezio Greggio, programa en el cual Alessia Reato ha vencido la carrera final convirtiéndose así, en la nueva velina mora de la edición 2012-2013 de Striscia la noticia (y así pues de la conectada versión festiva Striscia el Domingo) junto con la rubia Giulia Calcaterra. En el verano 2013 Reato participó, junto con la modelo Claudia Romani, en la presentación de la temporada 2013-2014 de la sociedad deportiva El águila Fútbol 1927. A partir de 2014 Alessia Reato es, junto con la modelo Cristina Buccino, la cara de la empresa H3G S.p.A. (empresa italiana de telecomunicaciones, más comúnmente conocido en Italia como "3"). En primavera de 2014 Alessia Reato conduce, junto con Alessia Ventura, el programa de Rete 4 Azul Beach Paradyse Story. Alessia Reato y Alessia Ventura, en el mismo período, han trabajado juntos como modelos y testimonial des bolsas y bikinis hechos por la casa de diseño Yamamay en colaboración con la marca Carpisa. Reato fue corresponsal especial de sátira por Striscia la noticia en la edición 2014-2015. En el verano de 2015 Alessia Reato conduce (junto con Vittorio Brumotti, Valeria Graci y el Gabibbo) el variedad estivo de Canale 5 Paperissima Sprint.
En el otoño de 2015 Alessia Reato conduce, junto con Maria Bolignano, el nuevo variedad, directo de Sergio Colabona, El rey de los comediantes en el aire en primera velada sobre La7. En la primavera de 2016 Alessia Reato participa a la undécima edición de La isla de los famosos (en el aire sobre Canale 5 en primera velada con la conducción de Alessia Marcuzzi) en calidad de competidor (junto con Simona Ventura y Claudia Galanti con las cuales había trabajado seis años antes durante la ya citada séptima edición sobre Rai 2). En el verano de 2016 Alessia Reato conduce, junto con Andrea Scanzi, el programa deportivo Futbol en el aire en segunda velada sobre La7.

## Tele

### Programas
- Los que el fútbol y... (Rai 2, 2009-2011)
- Soliti ignoti - Identidades escondidas (Rai 1, 2011)
- Striscia la noticia (Canale 5, 2012-2013 y 2014-2015)
- Striscia el Domingo (Canale 5, 2012-2013)
- Azul Beach Paradyse Story (Rete 4, 2014)
- Paperissima Sprint (Canale 5, 2015)
- El rey de los comediantes (La7, 2015)
- Futbol (La7, 2016)

### Reality
- La isla de los famosos 7 (Rai 2, 2010)
- Veline (Canale 5, 2012)
- La isla de los famosos 11 (Canale 5, 2016)

### Fiction
- Crímenes 2 (Rai 2, 2010)